# Adolf von Massenbach
Albrecht Heinrich Adolf baron von Massenbach (né le 23 août 1868 à Fraustadt et mort le 29 avril 1947 à Potsdam-Babelsberg) est administrateur de l'arrondissement de Wreschen et président du district de Potsdam.

## Biographie

### Origine et famille
Ses parents sont Friedrich Wilhelm Leonhard von Massenbach (né le 6 novembre 1835 et mort le 10 juillet 1883) et son épouse la baronne Marie Cornelie von Forstner von Dambenoy (née le 24 octobre 1838 et morte le 3 décembre 1908). Son père est administrateur de l'arrondissement de Fraustadt.
Son frère Fabian (1872-1948) est lieutenant-colonel et aide de camp d'Ernest-Louis, grand-duc de Hesse.

### Carrière
Adolf von Massenbach réussit l'examen Abitur à Züllichau en 1887. Il étudie ensuite le droit à Göttingen et à Berlin. En 1888, il devient membre du Corps Saxonia Göttingen. En 1891, il obtient son doctorat. Après ses examens de stage et d'évaluateur et son service militaire au 7e régiment de cuirassiers à Magdebourg, il devient administrateur de l'arrondissement de Wreschen en 1901. En 1908, il est nommé au Conseil des conférenciers du ministère prussien de l'Agriculture, des Domaines et des Forêts. En 1916, il est nommé directeur et chef de département à l'Office du Reich à l'Alimentation. En 1917, il devient président du district de Potsdam. Il quitte ce poste en 1919 à sa propre demande.
Il devient directeur général de la fondation du comte von Arnim'schen Waldgut et en même temps plénipotentiaire du comte von Arnim-Muskau (de). Il est membre du conseil de surveillance d'Ostelbisches Braunkohlensyndikat GmbH.

## Distinctions
- 1908 Nomination au Conseil secret du gouvernement
- 1913 Nomination au Conseil privé du gouvernement supérieur
- Chevalier de l'Ordre de Saint-Jean
- Chevalier de l'ordre royal prussien de la Couronne
- Croix de fer de 2e classe